# Aída Leiner
Aída Leiner (Rio de Janeiro, 12 de agosto de 1964) é uma atriz brasileira de cinema, teatro e televisão.

## Vida
Filha de um engenheiro judeu de origem alemã, Jacob Leiner, e de uma terapeuta corporal brasileira, Miriam Santos Leiner. Aída começou sua formação como atriz aos 12 anos, no teatro amador e integrou os quadros do Grupo União e Olho Vivo (de César Vieira). Com dezessete anos foi para a Inglaterra fazer cursos de especialização para se tornar atriz profissional.
Quando retornou ao Brasil, ficou sabendo que Sérgio Toledo estava selecionando o elenco para o filme Vera. Aída foi selecionada entre quinze atrizes para interpretar Clara, a melhor amiga de Vera (Ana Beatriz Nogueira).
Ela é casada com o empresário alemão Heiner Klinger.
Em 1987, ela foi ao Festival de Cinema de Berlim representar o filme Vera e conheceu o empresário alemão Heiner Klinger. Eles se apaixonaram e durante dois anos viveram na ponte aérea Berlim-São Paulo. Em 1989 eles se casaram e Aída foi viver em Berlim com o marido, ela chegou na cidade duas semanas antes da queda do Muro de Berlim.
Em Berlim, ela é sócia em uma academia de dança de salão e atua em filmes da TV local.
Mas desde que se casou e foi viver na Alemanha, a atriz sempre voltou ao Brasil para trabalhos como: a novela Vamp, em 1991, o filme Carandiru em 2003, a série Carandiru, Outras Histórias em 2005 e a minissérie Queridos Amigos em 2008.
Na minissérie Queridos Amigos, sua personagem Flora vive um conflito parecido com o  que aconteceu em sua própria família quando seu pai judeu não se casou com uma judia, a princípio sua avó paterna não aprovou o matrimônio, mas após o seu nascimento sua avó judia aceitou sua mãe. Na minissérie, Flora é uma professora de alemão, que foi casada com o judeu Léo (Dan Stulbach), mas nunca foi aceita pela mãe dele (D. Ester, interpretada por Natalia Timberg) por não ser judia.

## Filmografia

### Televisão
| Ano       | Título                      | Personagem | Notas                        |
| --------- | --------------------------- | ---------- | ---------------------------- |
| 2014-2015 | Psi                         | Flávia     | 23 episódios                 |
| 2008      | Queridos Amigos             | Flora      |                              |
| 2005      | Carandiru, Outras Histórias | Rosirene   | Episódio: "Indulto de Natal" |
| 1991      | Vamp                        | Branca     |                              |
| 1988      | Vida Nova                   | Sarah      |                              |
| 1988      | O Pagador de Promessas      | Matilde    |                              |
| 1987      | Mandala                     | Eurídice   |                              |
| 1987      | O Natal da Grande Família   | Valéria    |                              |

### Cinema
| Ano  | Título          | Personagem |
| ---- | --------------- | ---------- |
| 1987 | Anjos da Noite  | Milene     |
| 1987 | Vera            | Claras     |
| 1989 | Minas-Texas     | Bel        |
| 2003 | Carandiru       | Rosirene   |
| 2016 | Meu Amigo Hindu | Enfermeira |